# Падингбюттель
Падингбюттель (нем. Padingbüttel, н.-нем. Padingbüddel) — населённый пункт в Германии, земля Нижняя Саксония, район Куксхафен, коммуна Вурстер-Нордзекюсте. До 2015 года был самостоятельной общиной в составе союза общин Ланд-Вурстен.
Население составляет 485 человек (на 2017 год). Занимает площадь 9,42 км². Расположен в историческом регионе Вурстен.
Родина выдающегося немецкого хирурга Бернгарда фон Лангенбека (1810—1887).